# منطقة جنوب باراندوزتشاي
منطقة جنوب باراندوزتشاي الريفية (بالفارسية: دهستان باراندوزچای جنوبی) هي أحد المناطق الريفية التابعة للناحية المركزية، مقاطعة أرومية، محافظة أذربيجان الغربية، إيران، وعاصمتها وأكبر قراها هي بالانج. تضم 38 قرية، ويبلغ عدد سكانها 11408 نسمة حسب إحصاء 2016.